# Альгрен, Анна
Анне Альгрен (после замужества в 1985 году — Sundell; род. 23 июля 1960) — шведская спортсменка по современному пятиборью. Первая в истории женского пятиборья чемпионка мира в личном первенстве (1981). Неоднократный победитель и призёр чемпионатов Швеции по современному пятиборью.

## Биография
В юности занималась футболом, потом плаванием. Современным пятиборьем начала тренироваться и выступать в соревнованиях с 1977 года.
Основная профессия — сотрудник шведской полиции.

## Достижения
Победитель Кубка мира по современному пятиборью (1979) в личном зачете.
Мировые чемпионаты:
- 1981 г. — золото в индивидуальном первенстве и бронза в команде.
- 1982 г. — бронза в командном зачете.
- 1983 г. — серебро в личном зачете и бронза в команде.
- 1985 г. — бронза в командном первенстве.
- 1991 г. — бронза в эстафете.